# Josh Howard
Joshua Jay Howard (ur. 28 kwietnia 1980 r. w Winston-Salem) – koszykarz amerykański, występujący na pozycjach rzucającego obrońcy lub niskiego skrzydłowego, po zakończeniu kariery zawodniczej trener koszykarski, obecnie trener Piedmont International.

## Kariera
Josh grał na uniwersytecie Wake Forest, na ostatnim roku studiów otrzymał nagrodę ACC w plebiscycie Asociated Press, (notował średnio 20 punktów i 8,1 zbiórek). W drafcie 2003 został wybrany z 29 numerem przez Dallas Mavericks, podpisał trzyletni kontrakt z drużyną, wart około 2,1 miliona dolarów. Sam trener Mavs, Don Nelson, powiedział: – "Cieszymy się, że mamy tak wartościowego gracza jak Josh". Z roku na rok stawał się coraz bardziej kluczowym zawodnikiem dla swojej drużyny. W 2006 roku nabawił się kontuzji – skręcenia kostki – już w pierwszej  połowie meczu przeciwko Memphis Grizzlies. W przerwie meczu prześwietlono kostkę, a Josh wrócił na parkiet w drugiej połowie spotkania. Howard spadł na stopę Keitha Van Horna tak pechowo, że nie mógł o własnych siłach zejść z parkietu. Na szczęście kostka nie była złamana. W tamtym sezonie był najlepszym strzelcem w 6 z ostatnich 10 meczów. Przed sezonem 2006/07 podpisał 4-letni kontrakt wart 40 milionów dolarów, "Josh to jeden z lepszych graczy w drużynie. Cieszymy się, że mamy to już za sobą". powiedział właściciel Mavs, Mark Cuban. W roku 2007 tak doceniono jego grę, że zagrał w meczu gwiazd zamiast kontuzjowanego Carlosa Boozera. Debiut w tego typu imprezie wywarł na nim presję i w ciągu 20 minut spędzonych na parkiecie zdobył tylko 3 punkty. 8 grudnia 2007 roku w meczu przeciwko Utah Jazz, Howard zdobył 47 punktów, co jest najlepszym wynikiem w karierze.
13 lutego 2010, razem z Drewem Goodenem, Jamesem Singletonem i Quintonem Rossem, został wymieniony do Washington Wizards, w zamian za Carona Butlera, DeShawna Stevensona i Brendana Haywooda.
W grudniu 2012 podpisał kontrakt z Utah Jazz. Spędził w tym klubie tylko jeden sezon. Przed rozgrywkami 2012/13 nie znalazł sobie nowego pracodawcy. Dopiero 15 listopada 2012 podpisał kontrakt z mającymi problemy kadrowe Minnesota Timberwolves.

## Osiągnięcia
Na podstawie, o ile nie zaznaczono inaczej.
NCAA
- Uczestnik:
  - II rundy turnieju NCAA (2002, 2003)
  - turnieju NCAA (2001–2003)
- Mistrz sezonu zasadniczego konferencji ACC (2003)
- Zawodnik roku ACC (2003)[5]
- Zaliczony do:
  - I składu:
    - All-American (2003)
    - ACC (2003)
    - defensywnego ACC (2002, 2003)

  - II składu:
    - ACC (2001)
    - turnieju ACC (2003)

  - III składu ACC (2002)
- Drużyna Wake Forest zastrzegła należący do niego numer 5

NBA
- Uczestnik:
  - meczu gwiazd NBA (2007)[a]
  - Rising Stars Challenge (2004, 2005)
- Zaliczony do II składu debiutantów NBA (2004)[7]
- Zawodnik tygodnia (24.12.2006, 31.12.2006)

## Statystyki
| Sezon   | Drużyna | GP | GS | MPG  | RPG | APG | SPG | BPG | PPG  |
| ------- | ------- | -- | -- | ---- | --- | --- | --- | --- | ---- |
| 2003–04 | DAL     | 67 | 29 | 23.7 | 5.5 | 1.4 | 1.0 | 0.8 | 8.6  |
| 2004–05 | DAL     | 76 | 76 | 32.2 | 6.4 | 1.4 | 1.5 | 0.6 | 12.6 |
| 2005–06 | DAL     | 59 | 58 | 32.5 | 6.3 | 1.9 | 1.2 | 0.4 | 15.6 |
| 2006–07 | DAL     | 70 | 69 | 35.1 | 6.8 | 1.8 | 1.2 | 0.8 | 18.9 |
| 2007–08 | DAL     | 76 | 76 | 36.3 | 7.0 | 2.2 | 0.8 | 0.4 | 19.9 |